# Оттилія Адельборг

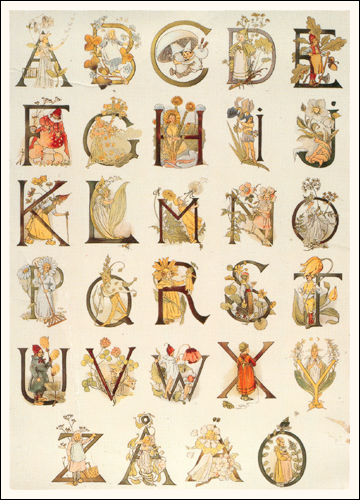
Сторінка книги Prinsarnes blomsteralfabet з ілюстраціями Оттилії Адельборг

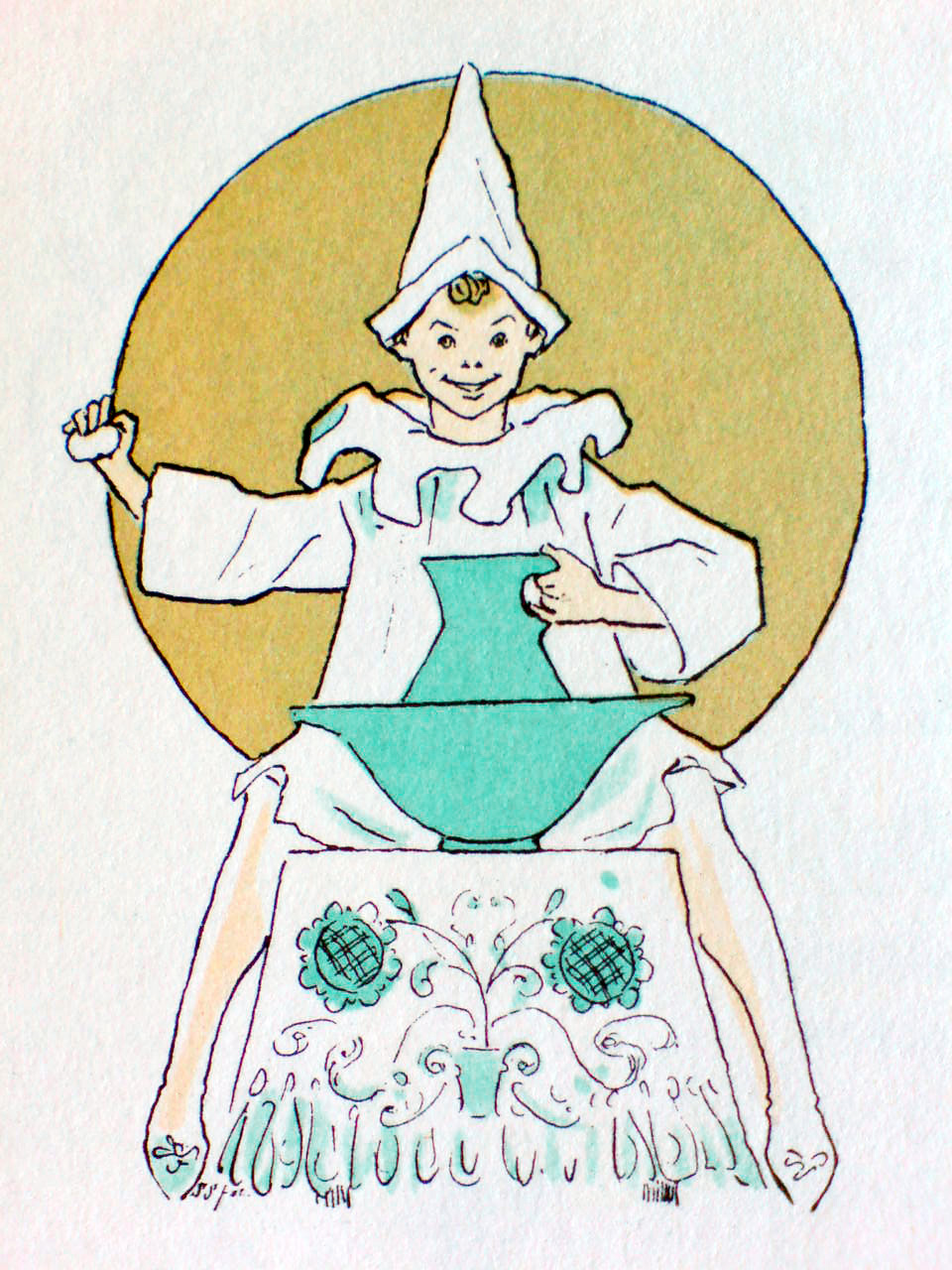
Сторінка книги Pelle Snygg och barnen i Snaskeby з малюнками Оттилії Адельборг

Єва Оттилія Адельборг (швед. Eva Ottilia Adelborg; 6 грудня 1855 — 19 березня 1936) — шведська художниця, письменниця, ілюстраторка дитячих книг, засновниця школи з плетіння мережива. У 2000 році в Швеції заснована літературна премія Оттилії Адельборг. У муніципалітеті Gagnef створено музей Оттилії Адельборг.

## Біографія
Єва Оттилія Адельборг, дочка Брора Джейкоба Адельборга (Bror Jacob Adelborg) і Гедвіги Катаріни (Hedvig Catharina af Uhr), народилася в місті Карлскруна, Швеція. Була внучкою Еріка Отто Борга (1741—1787), шведського армійського капітана, який отримав прізвище Adelborg від Короля Густава III Швеції. Її сестра, Гертруда, активно боролась за права жінок у Швеції, а її сестра, Марія Адельборг, стала художницею.
В Оттилії досить рано проявився талант до малювання. З 1878 по 1884 рік вона навчалася в Королівській академії мистецтв, пізніше продовжила художню освіту, знайомлячись із шедеврами живопису в поїздках по Голландії (1898), Італії (1901) і Франції.

## Кар'єра
Оттилія Адельборг стала відомою як ілюстраторка дитячих книжок. Художниця малювала в різній техніці: олівцем, аквареллю, вугіллям тощо. З 1885 по 1920 рік вона проілюструвала більше десятка власних книг і ще з десяток книг інших авторів. Однією з її найвідоміших книг була Азбука квітів — Prinsarnes blomsteralfabet (Квітковий алфавіт, 1892), проілюстрована під впливом робіт художника Волтера Крейна.
Ще однією успішною її роботою стала дитяча книга Pelle Snygg och barnen i Snaskeby (1896).
За ці та інші її ранні роботи Адельборг називають «творцем шведської книги з картинками для дітей». Стиль її художніх творів порівнювався зі стилем Ельзи Бесков. У 1911 році Адельборг розробила постер для першої великої виставки жінок-художниць у Швеції.
Крім малювання, Адельборг також майструвала, і в 1899 році вона увійшла до правління створеної Асоціації шведських ремесел. У 1903 році переїхала в Gagnef, де заснувала школу мереживоплетіння.
Померла Оттилія Адельборг у Gagnef 19 березня 1936 року.
Її роботи знаходяться у власності музею Оттилії Адельборг муніципалітету Gagnef, музеї Цорна та в Національному музеї в Стокгольмі.

#### Книги Оттилії Адельборг
- Barnens julbok: Gamla visor och rim. Stockholm: Alb. Bonnier. 1885. Libris 1597949
- Barnens lilla julbok: Gamla visor och rim tecknade. Stockholm: Fritze. 1887. Libris 1623698
- Almanach 1889 / ritad. Stockholm: PA Norstedt. 1888. Libris 10557557
- Sagan om Askungen. Stockholm: Bonnier. 1890. Libris 1625943
- Ängsblommor: En samling barnrim och historier upptecknade och ritade. Stockholm: Albert Bonnier. 1890. Libris 10396960
- Prinsarnes blomsteralfabet. Stockholm: Bonnier. 1892. Libris 3040872
- Blomstersiffror med rim. Stockholm: Bonnier. 1894. Libris 1620730
- Pelle Snygg och barnen i Snaskeby. Stockholm: Bonnier. 1896. Libris 1643772
- Ute blåser sommarvind  : Vaggvisa / [musik: Alice Tegnér]; [ritad af Ottilia Adelborg]. Stockholm: Bonnier. 1900. Libris 1645740
- Bilderbok: Samlad ur barntidningar. Stockholm: Bonnier. 1907. Libris 3040863
- Från Gagnä-mäns näs: Skrifverier och ritningar. Stockholm: Bonnier. 1909. Libris 1480062
- Småjäntorna och andra visor / ritade; musik av Alice Tegnér. Stockholm: Skoglund. 1912. Libris 1639683
- Gråns: En by som varit. Stockholm: Bonnier. 1918. Libris 1513220
- Dalritningar. Stockholm: Bonnier. 1920. Libris 1648770 — Fulltext: Kungl. Biblioteket; Projekt Runeberg
- Krabbataska: En gammaldags saga från Estland / bearb. och ritad. Stockholm: Folkskolans barntidn. 1924. Libris 1469247

#### Книги інших авторів з ілюстраціями Адельборг
- Hagerberg, AV (1889?). Stora barn och små [Musiktryck]: (Julklapp). Stockholm: Abr. Lundquist. Libris 2634000
- Romdahl, Clara (1891). Barnamat: Lite roligt åt de små på vers och prosa. 6. portionen / af En barnavän. Stockholm: Lars Hökerberg. Libris 10535711
- Romdahl, Clara (1891). Barnamat: Lite roligt åt de små på vers och prosa. 7. portionen / af En barnavän. Stockholm: Lars Hökerberg. Libris 10535718
- Palm, Amy; Adelborg Ottilia (1893). Barnen på Broby: berättelse för barn. Stockholm: Hökerberg. Libris 1205231
- Rydberg, Viktor (1895). Lille Viggs äfventyr på julafton [Ingår i Skrifter, vol. VIII] (3, 46 sidor) af Geijerstam, Gustaf (1896). Mina pojkar. En sommarbok för stora och små. 2. uppl. / Ill. af Ottilia Adelborg. Stockholm: Fahlcrantz. Libris 1644395
- Topelius, Zacharias (1898). Walters äfventyr. Åtta äventyrssagor med Walter. Illustrerad av Ottilia Adelborg. Stockholm: Bonniers. Libris 1246881
- Roos, Anna Maria (1901). Mariæ nyckelpigas visbok. Stockholm: Abr. Lundquist. Libris 1728189
- Oterdahl, Jeanna (1901). Solhult. Stockholm: Wilhelm Bille. Libris 1392044
- Hammarsköld, Carin (1924). Sagan om sanningens källa och tre andra sagor. Stockholm: Hökerberg. Libris 1474507
- Bergquist von Mirbach, Magda (1925). Sagokungar och bergatroll. Stockholm: Diakonistyr. Libris 1470088
- Bergquist von Mirbach, Magda (1926). Det var en gång en konung, jämte andra sagor för stora och små. Stockholm: Diakonistyr. Libris 1317457